# Hadżar al-Abjad
Hadżar al-Abjad (arab. حجر الأبيض) – wieś w Syrii, w muhafazie Aleppo, w dystrykcie Dżarabulus. W 2004 roku liczyła 351 mieszkańców.